# Johann Jakob Froberger
Johann Jakob Froberger (Stuttgart, 18 de mayo de 1616 - Héricourt, Francia, 7 de mayo de 1667) fue un compositor, clavecinista y organista alemán del Barroco.
Su obra está cimentada en las composiciones para teclado, sobre todo suites y tocatas, que se ejecutan indistintamente al clave y al órgano, aunque se prefiere su interpretación con el primero de estos instrumentos. También forman parte importante del repertorio para clavicordio. Froberger es el primer gran músico alemán que asimila tanto la escuela francesa como la italiana y desarrolla estos estilos llevándolos a un lenguaje muy personal, flexible y rico en matices.

## Biografía
Froberger nació en 1616 en Stuttgart y recibió probablemente las primeras lecciones de música de su padre y de músicos ingleses. Su juventud durante la Guerra de los Treinta Años y la pérdida de sus padres a raíz de una epidemia de peste influyeron probablemente en la personalidad del joven músico, que se convirtió al catolicismo. Hacia 1634 se trasladó a Viena como organista de la corte de Fernando III, cargo que seguía desempeñando con total seguridad en 1637, año en que viaja a Roma para estudiar con Girolamo Frescobaldi. En Roma traba lazos de amistad con Giacomo Carissimi y con Athanasius Kircher, con quien mantendría correspondencia a lo largo de toda su vida.

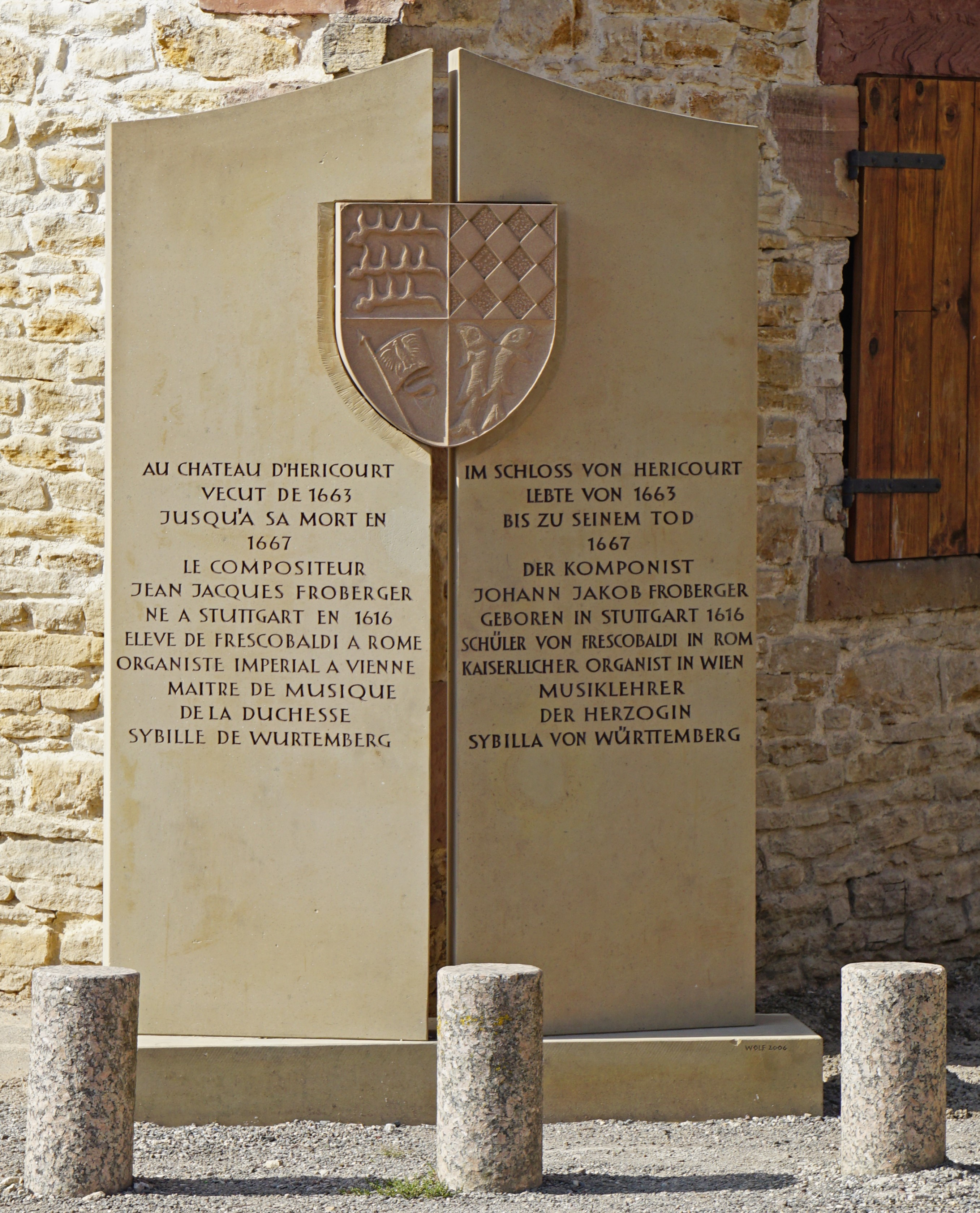
Héricourt

Froberger regresa a Viena en 1641 y permanece allí hasta 1658, viajando con frecuencia en misiones diplomáticas para Fernando III. Sus pasos le llevan a Roma, Mantua, Florencia, Bruselas, Dresde, Amberes, Londres y, sobre todo, París, donde vivió durante tres años (1650-1653) y se relacionó con Louis Couperin y otros músicos franceses. Regresa de nuevo a Viena como organista de la corte, cargo en el que permanece hasta 1658, año en el que dimite para vivir retirado en el castillo de Héricourt como maestro de la princesa Sybilla de Wurtemberg-Montbéliard. Allí muere de un ataque de apoplejía en 1667.

## Obra
Su producción musical hoy conocida comprende casi exclusivamente música para teclado, indistintamente para órgano o clave: 
- 25 tocatas
- 30 suites
- 2 piezas de música descriptiva (de estilo francés)
- 48 piezas polifónicas (de inspiración italiana)

La grandeza de su obra está cimentada en las tocatas y las suites.

### Tocatas
Construidas según el esquema estructural Introducción-Fuga-Episodio Libre-Fuga-Conclusión, el material temático más rico y variado se sitúa en la Introducción, que abre la composición con gran energía. Esta pieza, de gran inspiración, adopta carácter solemne o meditativo. También interesa destacar la sección central, de desarrollo muy libre y recorrida por pequeños temas musicales que se abandonan al “stilus phantasticus” e incorporan cambios bruscos de expresión, disonancias, yuxtaposición de frases muy contrastadas o repentinas interrupciones del discurso. Es en esta sección libre de las tocatas donde Froberger emplea los más diversos recursos técnicos y emotivos para maravillar al oyente, respondiendo a los principios de la estética barroca.

### Suites
Compuestas de cuatro danzas: alemanda, giga (a veces omitida), corrente y zarabanda. Este orden, que no es el tradicional de la suite, responde a situar las piezas más solemnes (Alemanda y Sarabanda) enmarcando la suite. Aunque posteriormente las suites de Froberger se reeditaron con un orden más clásico en sus secciones, no hay que atribuirle a él la cristalización de la forma tradicional de esta. Froberger trata la suite de un modo personal, alejado de esquemas conocidos y combinando el style brisé francés con los estilemas típicos de los músicos italianos (figuras retóricas musicales, como la clamatione o exclamación, el acento, la cascada, el trino, el grupo, la acciaccatura ...), código capaz de expresar sutiles matices y que permeó los ambientes musicales europeos del siglo XVII.

#### Alemandas
Tienen carácter de Preludio (Suite XVII) o de Lamento (Suites I y VII), o bien de Tombeau (Suites III y XIX). La de la Suite XVI se aproxima a la Tocata o a un Preludio non mesuré. Aquí encontramos piezas de lo más profundo y sensible de la obra frobergueriana, y en algunas de ellas hallamos títulos precisos que detallan el alcance de la pieza, entre las que se cuentan algunas de sus obras maestras. Así ocurre en la Alemanda de la Suite VI, titulada Lamento por la dolorosa pérdida de la Real Majestad de Fernando IV, rey de los Romanos; la de la Suite XXX, Lamento hecho en Londres para pasar la Melancolía, la cual se toca lentamente y con discreción o la sobrecogedora Meditación hecha acerca de mi muerte futura, la cual se toca lentamente y con discreción (Suite XX).

#### Gigas
Breves y concisas, en algún caso en estilo fugado y en otros en estilo laudístico, libre y ligero, a menudo escritas en ritmo binario y en algún caso en ternario.

#### Correntes
También breves y tratadas con libertad. El compás de la danza se ve a menudo interrumpido por suspensiones del discurso o prolongaciones de éste, que hacen vacilar su impulso continuo.

#### Sarabandas
Nobles, de gran aliento y expresividad controlada, pero con raptos de emotividad intensa. Constituyen el cierre adecuado y solemne de la suite de Froberger. Destacan las de las suites XVIII y XIX, que contienen cromatismos, disonancias, exclamaciones y pasajes que crean una atmósfera luctuosa y doliente, pero de regia dignidad.